# シービスケットハンデキャップ
シービスケットハンデキャップ（Seabiscuit Handicap）は、アメリカ合衆国のデルマー競馬場にて開催される競馬の競走である。

## 概要
ブリーダーズカップ・ワールド・サラブレッド・チャンピオンシップ後に行われるマイル芝G2。ブリーダーズカップ・マイルに出走できなかった有力馬が中心となるが、まれに同競走で不本意な結果に終わった馬が出走してくることもある。2004年から2009年まではG1として施行されていた。
2013年まではハリウッドパーク競馬場でサイテーションハンデキャップ（Citation Handicap）として開催されていたが、ハリウッドパーク競馬場の廃止に伴い、2014年からはデルマー競馬場で「シービスケットハンデキャップ（Seabiscuit Handicap）」として開催されることが発表されている。

## 近年の勝ち馬
- 2024 Mi Hermano Ramon
- 2023 Easter
- 2022 Hong Kong Harry
- 2021 Field Pass
- 2020 Count Again
- 2019 Next Shares
- 2018 Caribou Club
- 2017 Hunt
- 2016 Ring Weekend
- 2015 Midnight Storm
- 2014 Kaigun[2]
- 2013 Silencio
- 2012 Data Link
- 2011 Jeranimo
- 2010 Victor's Cry
- 2009 Fluke
- 2008 Hyperbaric
- 2007 Lang Field
- 2006 Ashkal Way
- 2005 中止
- 2004 Leroidesanimaux
- 2003 Redattore
- 2002 Good Journey
- 2001 Good Journey